# Mike Okot
Mike (Michael) Okot, född den 25 december 1958, är en svensk-ugandisk friidrottare (sprint och medeldistans). Han tävlade för Kvarnsvedens GoIF och IK Ymer.
Han sprang i Ugandas 4x400m stafettlag vid OS i Los Angeles 1984 som slutade 7:a i finalen. Han sprang också 400 meter individuellt där han blev utslagen i försöken. Vid OS i Seoul 1988 sprang han 4x100 m stafetten för Uganda (utslagna i försöken).
Mike Okot har också ett SM-silver på 800 meter från 1987 där han bara var tusendelar från Martin Enholms guld. Även 1988 blev han tvåa i SM-finalen på 800 meter men diskvalificerades i efterhand eftersom han samma år representerade Uganda i OS.

## Personliga rekord
| - 400 meter – 45,99 (Borås 19 juni 1984) | - 800 meter - 1:45,47 (Kvarnsveden 19 juni 1988) |